# 鵜飼退蔵
鵜飼 退蔵（うかい たいぞう、1853年12月27日（嘉永6年11月27日） - 1915年（大正4年）12月19日）は、明治時代の滋賀県の政治家。

## 生涯

### 生い立ち
1853年（嘉永6年）11月、近江国栗太郡東坂村（後の金勝村、現栗東市東坂）に住いする鵜飼藤右衛門の長男として誕生し、近隣の私塾に入塾した後に京都の岩垣月洲に就いて経書典籍を修め、1870年（明治3年）帰郷した。1872年（明治5年）地租改正令公布に伴い穴村（現草津市）の駒井深美とともに地租改正委員に選ばれ、1879年（明治12年）4月20日第一回滋賀県議会が大津南町顕證寺において開かれた際は栗太郡より県会議員に選出され、以後30年間その職にあった。
1886年（明治19年）県会の常置委員に、1887年（明治20年）11月第7代滋賀県議会副議長、1896年（明治29年）3月には第10代滋賀県議会議長に選ばれた。その後1904年（明治37年）3月第9回衆議院議員総選挙において滋賀県第二区で進歩党から立候補し当選した。
滋賀県議会議員在職中には1885年（明治18年）勧業諮問会員、1887年（明治20年）滋賀県米質改良組合会長、1889年（明治22年）滋賀県茶業連合会議員を歴任して、県内産業育成に努めた。1897年（明治30年）栗太銀行、1898年（明治31年）滋賀県農工銀行設立に関与し、栗太銀行においては中野善次郎等の地元有力者と共に設立発起人となり取締役から後に頭取に就任した。1915年（大正4年）12月19日、永眠した。享年62であった。

## エピソード
大津事件
1891年（明治24年）5月11日、滋賀県大津においてロシア帝国皇太子ニコライが警官津田三蔵により切りつけられた「大津事件」がおきた。事件直後、滋賀県全体でロシア皇太子に謝意を表することとなった。当初は陳謝大使の派遣が検討されたが、直ぐに電報をもってロシア皇室へ慰問を行うべきと決められ、鵜飼退蔵は岡田逸治郎等他の有力県議会議員と共に発起者となり陳謝のための電報を、京で療養中のロシア皇太子宛打電した。

## その他
- 鵜飼退蔵君碑文 1幅 （大正5年＝1916年建碑 阿弥陀寺） 栗東歴史民俗博物館蔵 里内文庫№344-8